# アレクサンドル・タロー
アレクサンドル・タロー（Alexandre Tharaud, 1968年12月9日 -）はフランスのピアニスト。ソリストとしてのリサイタル、オーケストラとの共演、録音など国際的に活動している。

## 略歴
パリでオペラ座のバレエダンサーの母とバリトン歌手の父の間に生まれ、5歳から教師につき学ぶ。
パリ国立高等音楽院卒業、少年時代から作曲をしていたが十代後半にピアノに専念するようになる。マリア・カナルス・バルセロナ国際音楽演奏コンクールで第3位、セニガリア国際ピアノコンクールで入賞、クロード・カーン国際ピアノコンクールで入賞、ミュンヘン国際音楽コンクールで第2位を獲得した。コンセルトヘボウ、シャンゼリゼ劇場、ウィーン楽友協会をはじめとする世界の音楽ホールで演奏するほか、リヨン国立管弦楽団、ロンドン・フィルハーモニー管弦楽団、チューリヒ・トーンハレ管弦楽団など様々なオーケストラと共演し、エクサン・プロヴァンス音楽祭、エディンバラ国際音楽祭、BBCプロムスといった音楽祭でも公演している。録音では主にハルモニア・ムンディやエラート、ヴァージン・クラシックスといったレーベルから音盤を発表している。ダンサーであるヨアン・ブルジョワとのコラボレーション映像や、シャンソン歌手バルバラへのトリビュート・アルバムを制作し、また2012年には映画『愛、アムール』で老音楽家夫婦の愛弟子を演じ役者デビューするなど多彩な活動を行っている。

## 人物
演奏時はリズムと歌心を意識し人間の声をピアノで奏でたい、ピアノを人間の声のように歌わせたいと考えている。スカルラッティ、ドビュッシー、ショパンの三人を自身と切り離せない作曲家だとしており、またクープランとショパンには類似性があり二人とも「鍵盤をうたわせるような作品を書いた」、「ピアノをうたわせたいと考えてきたので彼らの作曲の基本精神に共鳴した」と語っている。他に好きな作曲家としてバッハ、ラモー、ラヴェルを挙げている。
自宅にはピアノを置いていない。ずっと家に籠ってピアノを弾いても中身のある練習になるとは限らず、友人らの家のピアノで時間を区切り練習した方が集中できて効果的だと語っている。
影響を受けたピアニストにマルセル・メイエがおり、20歳の時に初めてメイエの録音を聴き魅了されて以来愛聴している。

## ディスコグラフィー
- Bach, Italian Concertos, Harmonia Mundi, 2005
- Bach, Keyboard concertos, Virgin Classics, 2011
- Bach, Goldberg Variations, Erato, 2015
- Brahms, Cello Sonatas, Hungarian Dances, with Jean-Guihen Queyras, Erato, 2018
- Emmanuel Chabrier, Complete works for piano, Arion, 2007
- Chopin, Préludes opus 28, Harmonia Mundi, 2008
- Chopin, Journal intime, Virgin Classics, 2009
- Chopin, Intégrale des valses, Harmonia Mundi, 2010
- Couperin, Tic toc choc, Harmonia Mundi, 2007
- Grieg, Lyric pieces, Disques Dante, 1993
- Kagel, Æon, 2003 ; re-issued, Rewind, 2012
- Mozart, Jeunehomme, with Joyce DiDonato, Erato, 2014
- Milhaud, Saudades do Brazil, La muse ménagère, L'album de Madame Bovary (with Madeleine Milhaud), Naxos
- Thierry Pécou, Outre-mémoire, with the ensemble Zellig, Æon
- Thierry Pécou, l'Oiseau innumérable, Harmonia Mundi, 2008
- Poulenc, survey of the chamber music (Sextet, Sonatas with piano for oboe, flute, violin, clarinet, cello), Trio for Oboe, Bassoon and Piano, works for two pianos and piano four hands, Le Bal masqué (with Franck Leguérinel, baritone), L'histoire de Babar (French version with François Mouzaya; English version with Natasha Emerson), L'Invitation au Château and Léocadia (with Danielle Darrieux)) for Naxos France
- Poulenc, Debussy, Complete works for cello and piano, with Jean-Guihen Queyras, Harmonia Mundi, 2008
- Poulenc, Pièces pour piano, Arion, 2008
- Rachmaninov, Tharaud plays Rachmaninov, Erato, 2016
- Rameau, Suites en la et en sol, Harmonia Mundi, 2001
- Ravel, Complete works for piano, Harmonia Mundi, 2003
- Satie, Avant-dernières pensées, Harmonia Mundi, 2009
- Scarlatti, Alexandre Tharaud plays Scarlatti, Virgin Classics, 2011
- Franz Schubert, Moments Musicaux, Sonata D.664, Deutsche D.783, Arion, 2000
- Schubert, Divertissement à la hongroise, with Zhu Xiao-Mei, Harmonia Mundi, 2003
- Schubert, Arpeggione Sonata, with Jean-Guihen Queyras, Harmonia Mundi, 2006
- Schubert, Complete works for piano four-hands, with Zhu Xiao-Mei
- Autograph, Erato, 2013
- Barbara, Erato, 2017
- Boulez, Messiaen, Jolivet, Dutilleux, Varèse, Musique du XXe pour flûte et piano, with Philippe Bernold, Harmonia Mundi, 2008
- Soundtrack of the film Amour (film of Michael Haneke). Franz Schubert, Beethoven, Bach. Virgin Classics, 2012
- Le Bœuf sur le toit. With Juliette, Madeleine Peyroux, Natalie Dessay, Bénabar, Guillaume Gallienne, Jean Delescluse, Frank Braley. Virgin Classics, 2012